# Zincographie

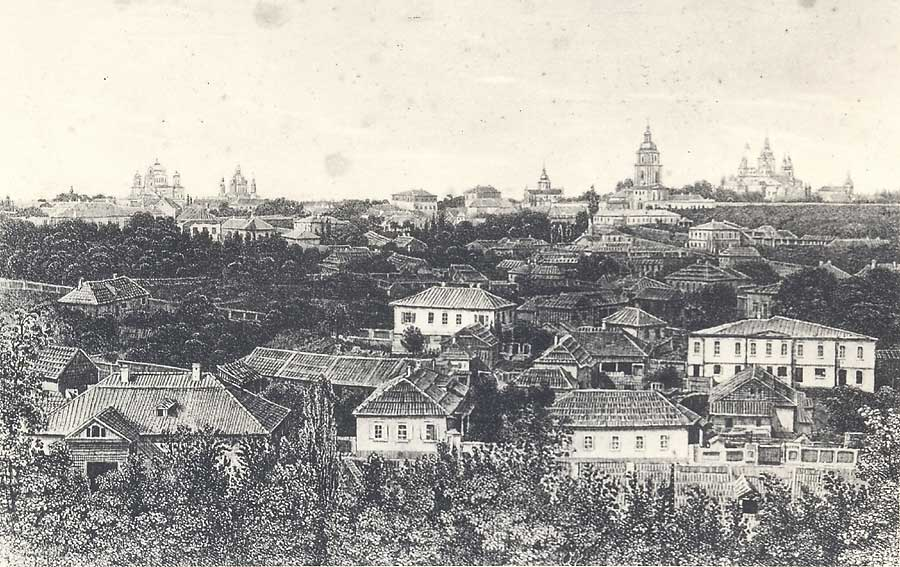
Une vue de Kiev imprimée en zincographie (1870-1880).

La zincographie est un procédé d'impression fondé sur les mêmes principes que la lithographie ; « lithographie sur zinc » est une expression synonyme. 
La zincogravure regroupe une série de techniques d'impression à usage industriel issues de ce procédé. D'abord synonyme de « gillotage »[réf. nécessaire], le terme s'est appliqué à tous les procédés faisant appel au zinc pour produire un cliché à surface lisse lorsque la similigravure s'est étendue.

## Principe
Le procédé de zincographie dérive de la lithographie et son principe est identique. Il se fonde sur l'incompatibilité entre l'encre grasse et l'eau. La plaque neuve ne se mouille pas : si on répand de l'eau dessus, elle forme des gouttes. On y reporte le dessin au crayon gras ou à l'encre grasse. On acidifie la plaque avec un mélange d'acide (phosphorique) et de gomme arabique puis avec de la gomme arabique pure (hydrophile) pour que l'eau forme à sa surface un film uniforme. Les parties dessinées en gras sont insensibles à ce traitement.
On efface ensuite le dessin avec un solvant pour corps gras (white spirit, essence de térébenthine), il reste cependant du gras sur la plaque à l'endroit des parties dessinées auparavant. Pour encrer, on passe un rouleau humide (ou une éponge imbibée d'eau) sur la plaque ; l'eau n'adhère pas aux parties grasses. On passe ensuite le rouleau d'encre grasse : celle-ci n'adhère pas là où le support est mouillé mais adhère aux parties grasses. Ainsi le dessin initial réapparaît progressivement.
Quand on presse la plaque sur le papier (sans beaucoup de pression), l'encre grasse se colle au papier et reproduit le dessin initial, le papier absorbe un peu d'eau. Il faut renouveler l'encrage à l'encre grasse et le passage d'eau sur la plaque de zinc avant chaque nouveau tirage à la presse.
L'intérêt d'utiliser du zinc plutôt que de la pierre est triple : la forme est moins coûteuse, moins lourde et permet d'accroître la surface imprimée. Un quatrième bénéfice apparut au tournant des années 1870 : on peut cintrer la plaque de zinc ductile déjà traitée afin d'imprimer sur rotative.

## Histoire

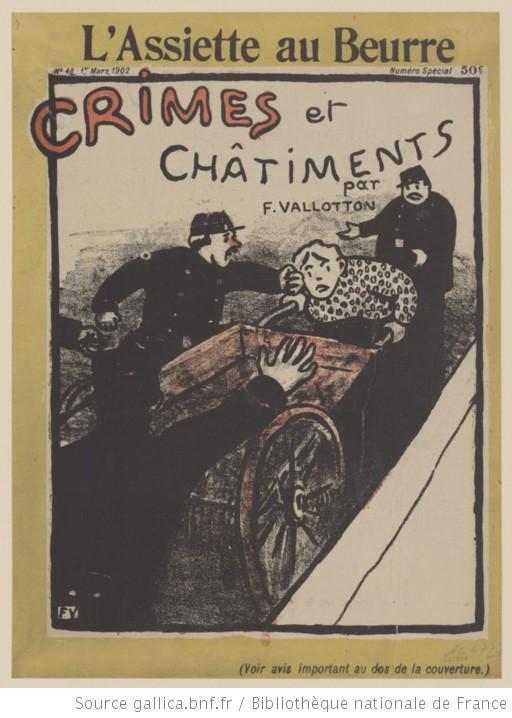
L'Assiette au beurre (numéro du 1 mars 1902) : les planches de Félix Vallotton sont toutes tirées en zincographie polychrome par l'imprimeur Charaire à Sceaux.

Aloys Senefelder, l'inventeur de la lithographie, aurait lui-même mis au point la technique dans les années 1813-1818 en recherchant un moyen de remplacer la pierre calcaire bavaroise à grain très fin qu'il utilisait par un matériau plus maniable. Après avoir essayé du carton enduit, il se tourna vers une plaque de zinc. 
Les premiers essais concluants d'impression dateraient des années 1820. Claude-Joseph Breugnot,, le développa dès 1819 après une formation reçue à Strasbourg chez Senefelder, et l'appliqua à Paris, passage Colbert, d'abord à l'impression des grandes cartes géographiques, pour lesquelles les pierres lithographiques étaient de surface insuffisante.
Il déposa en 1834 le brevet d'une technique permettant de « remplacer la pierre lithographique par le zinc », procédé qui sera ensuite appelé « zincographie »,. Cette technique sera utilisée en particulier pour imprimer des cartes géographiques à partir de larges plaques en zinc.
Ce brevet est très vite cédé et sera repris en 1838 par Eugène-Florent Kaeppelin (1805-?) qui développe son activité sur Paris en produisant pour le ministère de la Guerre des cartes topographiques et, par ailleurs, des planches d'histoire naturelle et des dessins.
Le graveur Karl Girardet officia sur zinc. Dans les années 1860-1890, l'atelier des frères Monrocq est, sur Paris, particulièrement reconnu (affiches, estampes, cartes, étiquettes, vignettes pour la presse) : Léon Monrocq produit un traité qui fut réédité jusque dans les années 1920. Pour les affiches, grâce à ce procédé, les formats sont multipliés par deux à quatre.
La photozincographie se développe sur le plan industriel à partir des années 1850. Ce procédé permet de reporter une image photographique sur une plaque en zinc. Il entre en concurrence avec la photoglyptie (ou woodburytypie) et permet la similigravure. 
En 1879, grâce au constructeur Henri Voirin (1827-1887) qui est l'un des premiers à utiliser le caoutchouc sur un cylindre encreur, l'imprimeur et homme de presse Hippolyte Marinoni a l'idée d'installer sur l'une de ses presses à rotative un cylindre recevant une plaque de zinc cintrée, innovation qui annonce les futurs évolutions devant conduire à l'offset, qui n'est autre que la zincographie rotative augmentée d'un blanchet en caoutchouc qui reporte l'image de la plaque encrée sur le papier.
Dans les années 1900-1920, la zincographie reste très en vogue, permettant l'impression de périodiques en couleurs : ainsi L'Assiette au beurre, tirée à 25 000 exemplaires en moyenne, offre à ses lecteurs l'illusion du tirage lithographique.